# Rajm
Rajm, in arabo  رجم‎?, rajm, è una parola che in arabo significa lapidare e che fa riferimento alla pena prevista nel diritto islamico per il reato di zina (relazione sessuale illecita).
C'è disaccordo tra i pensatori islamici moderni sull'applicabilità della lapidazione in caso di adulterio, poiché i testi religiosi riportano esempi che si concludono con o senza la lapidazione e nel Corano la lapidazione non è comminata per nessun reato. I tradizionalisti non ne fanno comunque un problema, poiché gli ḥadīth possono stabilire fattispecie di reati e sanzioni che non sono menzionati nel Corano.

## La lapidazione nelle scuole giuridiche islamiche
Secondo le scuole shafi’ita, hanbalita, hanafita e secondo gli Sciiti, la pena della lapidazione è prevista solo per l'adultero sposato e il suo partner, a condizione che il crimine di zina sia comprovato da 4 uomini adulti che abbiano assistito alla penetrazione o che sia stato reso tramite confessione.
La lapidazione non è invece prevista dal Corano, che prevede solo la fustigazione.
| Categoria           | Pena                             | Fonte della pena           |
| ------------------- | -------------------------------- | -------------------------- |
| Persone sposate     | lapidazione                      | ḥadīth (detti del Profeta) |
| Persone non sposate | 100 frustate o un anno di esilio | Corano 24:2 (an-Nur)       |

Secondo il fiqh hanafita, che rappresenta l'ideologia maggioritaria e dà un ampio valore alla buona fede delle parti, se l'uomo e la donna si considerano sposati, non si ha reato di zina e i due non sono punibili.
Una gravidanza costituisce prova sufficiente di relazione sessuale illecita solo secondo la scuola Malikita. Tale scuola include tuttavia anche la teoria del “feto dormiente”, secondo cui durante il periodo di gravidanza, che si estende per 7 anni, una donna non può essere accusata di zina, e la paternità del feto è del marito legittimato, anche fino a 7 anni dopo la sua morte.

## Condizioni per la lapidazione
Perché un reato di zina possa essere punito con la lapidazione:
- l'accusato deve essere conosciuto come Musulmano praticante
- l'accusato deve essere stato in grado di intendere e di volere al momento dell'atto
- l'accusato dev'essere adulto
- l'accusato deve aver commesso l'atto di propria spontanea volontà
- l'accusato dev'essere libero e non schiavo
- l'accusato sposato deve poter godere di normali relazioni sessuali con il proprio sposo/a, avendo pertanto un mezzo legittimo di soddisfazione sessuale.
- l'accusata non deve essere incinta o in fase di allattamento.
- l'accusa deve essere sostenuta da
  - quattro maschi adulti Musulmani testimoni oculari dell'atto della penetrazione (è prevista la pena di 80 frustate nel caso la loro testimonianza non fosse valutata attendibile[senza fonte]), oppure da
  - confessione ripetuta 4 volte di fronte a 4 giudici diversi, precisa e dettagliata, e ritrattabile in qualsiasi momento prima della pena.

Un marito può accusare la moglie di zina, giurando 4 volte su Allah di dire il vero, e per la quinta volta invocando su di sé la maledizione di Allah nel caso stia dicendo una bugia. Ma l'accusa può essere invalidata nel caso la moglie pronunci lo stesso giuramento a propria discolpa (Corano 24: 6-9).
Secondo Jayed Ahmad Ghamidi, giurista islamico pakistano, la lapidazione può essere prescritta solo per stupratori e prostitute, ossia per chi abitualmente commette adulterio (ḥadīth 1690 di Sahih Muslim). Sempre secondo Ghamidi, le condizioni stringenti per la lapidazione hanno il fine di regolamentare una pratica fortemente in uso al tempo, come mostrato dai diversi riferimenti alla lapidazione, in forma di linciaggio, presenti nel Corano. L'obiettivo del processo sarebbe stato quello di portare, eventualmente, all'abolizione delle pene fisiche, creando principi tanto rigorosi nella ricerca delle prove da rendere praticamente impossibile l'emissione del verdetto.
In tutte le tradizioni, la lapidazione avviene in ogni caso solo quando un adultero viene volontariamente dal Profeta, confessando e chiedendo purificazione.